# Space Based Space Surveillance
A Space Based Space Surveillance (angolul Űrbe Telepített Űrmegfigyelés) tervezett amerikai műholdrendszer, mely a tervek szerint az űrszemét Föld körül keringő darabjainak a felfedezésében és pályájuk meghatározásában fog segíteni. A rendszer első, kísérleti műholdját 2009 októberében tervezik indítani az ekkor debütáló Minotaur IV hordozórakétával.

## Külső hivatkozások
- Hamarosan új műhold segít az űrszemét felderítésében. Háború Művészete. (Hozzáférés: 2009. február 21.)